# 앤토니 버제스
앤토니 버제스 ( Anthony Burgess, 1664년 사망)는 비국교도 목사이다.

## 생애
- 허트포드셔 왓포드에서 학장의 아들로 출생.
- 1623년 세인트 존스 칼리지 (케임브리지 대학교)에 입학
- 1627년 임마누엘 칼리지 (케임브리지 대학교)로 편입하여 석사 수료.
- 1630년경 기하학 향후 기하학 교수이며 웨스트민스터 총회에 참석한 존 월리스와 유다서 강해로 유명한 윌리엄 젠킨을 가정교사로 가르침.
- 1648년 웨스트민스터 총회에 참석하여 많은 영향을 끼침.

## 신학
그는 칭의에 관하여 많은 논쟁이 있었는 데, 그것은 율법폐기론 논쟁과아르미니우스 주의와 소시니안주의에 관한 논쟁이었다라고 주장하였다. 그는 칭의가 하나의 진리이며, 이것은 교회에 예금되어 있어야 하며, 관리를 지속적으로 하여야 한다고 표현하였다.

## 관련서적
- 조웰 비키의 《청교도 신학》에서 행위 언약에 관하여 Vindiciae Legis를 자료로 참고하였다.
- 조웰 비키의 《청교도 개혁주의 영성》에서 버제스에 대한 전기와 믿음의 확신에 대하여 Spiritual Refining을 참고하였다.
- 스티븐 J. 카셀리의 《Divine Rule Maintained》에서 버제스의 전기와 Vindiciae Legis를 연구하였다.

## 저서
- Vindiciae Legis, a Vindication of the Moral Law . . . (against Antinomians) in twenty-nine lectures at Lawrence Jury,' 1646 로렌스 쥬리에서 한 29개의 강의를 편집한 것임. 로만 가톨릭에 대항하는 도덕법과 행위언약과 은혜언약에 대한 청교도견해를 피력함. '회개는 하나님의 형상에 속하지 않고, 증생한 자만이 회개를 할 수 있다고 주장'. 118페이지
- The True Doctrine of Justification Asseted and Vindicated (1651)
- Spiritual Refining : The Anatomy of True and False Conversion

1. ↑  Fesko, J. V., 1970-. 〈7〉. 《The theology of the Westminster standards : historical context and theological insights》. Wheaton, Illinois. 207쪽. ISBN 978-1-4335-3311-2.